# Socialistická republika

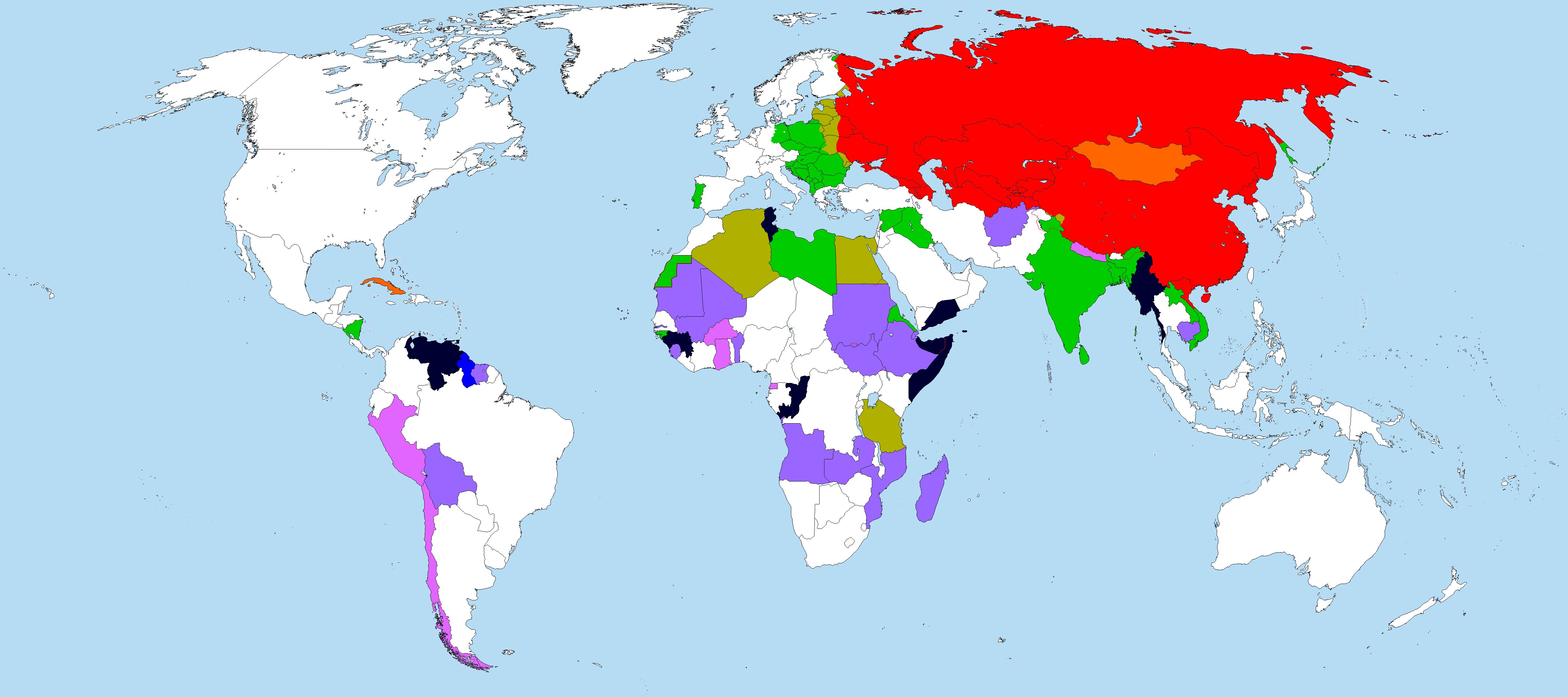
Mapa se státy, které v minulosti byly, anebo jsou nyní považovány za socialistické státy

Socialistická republika je stát ústavně zavázaný k vybudování socialismu. Základní ideologií socialistické republiky je marxismus-leninismus, která prosazuje znárodnění všech důležitých výrobních prostředků. Socialistická republika má plánované hospodářství.
Samy sebe socialistické státy označují jako reálně socialistické.

## Historie
Ruská bolševická říjnová revoluce v listopadu 1917 měla jedno z hesel všechnu moc sovětům. Sověty byly lidové rady, které bolševici ovládli a prosazovali jejich moc na úkor ústavodárného shromáždění, kde byli v menšině a které rozpustili. Zatímco v dalších evropských zemích kolem konce světové války vznikaly efemérní republiky rad, na území bývalého ruského impéria se během občanské války ustanovily sovětské socialistické republiky (SSR), ze kterých vznikl Svaz sovětských socialistických republik. Prestiž a moc Sovětského svazu vzrostl v důsledku jeho úlohy v druhé světové válce. Stal se vzorem pro budování socialismu v mnoha zemích s komunistickým režimem, ale koncept sovětů (rad) jako formálních držitelů moci nebyl přejat, proto se tyto státy označovaly (jen) jako socialistické republiky.
V průběhu studené války měla většina socialistických států blízké vztahy se Sovětským svazem. Jugoslávie za vlády Josipa Tita, Indie za Džaváharlála Néhrúa či Egypt za Gamála Násira zaváděly vlastní modely socialismu a prostřednictvím Hnutí nezúčastněných zemí prosazovaly vlastní nezávislou a k soupeření velmocí neutrální politiku.[zdroj⁠?!]
Většina zemí východního bloku, tedy Československá socialistická republika, Polská lidová republika, Maďarská lidová republika, Bulharská lidová republika, Rumunská socialistická republika a Německá demokratická republika, byly satelitními státy Sovětského svazu.
Po čínsko-sovětské roztržce začala maoistická Čína soutěžit se Sovětským svazem o vliv v socialistických zemích.